# Lunar Crater Observation and Sensing Satellite
Lunar Crater Observation and Sensing Satellite (LCROSS) var en obemannad rymdsond opererad av Nasa. Huvuduppdraget för LCROSS var att bekräfta förekomsten eller frånvaron av vatten (i isform) i en krater som ständigt befinner sig i skugga nära månens polarområden. Den lyckades upptäcka vatten i kratern Cabeus på månens sydsida. LCROSS sköts upp tillsammans med rymdsonden Lunar Reconnaissance Orbiter den 18 juni 2009.
Med hjälp av en gravitationsslunga runt månen, placerades rymdsonden och Atlas V raketens Centaur steg i en polär omloppsbana runt jorden. Omloppsbanan skar månens omloppsbana och tack vare det kunde man den 9 oktober 2009 krascha Centaur steget i Cabeus i närheten av månens sydpol. Då LCROSS följde samma omloppsbana, flög den igenom och analyserade den plym av stoft som kastades upp av nedslaget. LCROSS krascha också som planerat på månen, några minuter efter Centaur steget.